# Egmar Gonçalves
Egmar Gonçalves (* 15. August 1970 in Vila Velha, Brasilien) ist ein ehemaliger brasilianisch-singapurischer Fußballspieler.
2002 nahm er die singapurische Nationalität an, damit er in der Nationalmannschaft spielen konnte.

## Karriere

### Verein
Egmar Gonçalves spielte 1992 für den brasilianischen Verein Bangu AC in Rio de Janeiro. Wo er ab 1993 bis 1998 gespielt hat, ist unbekannt. 1999 stand er beim SD Serra FC in Serra unter Vertrag. 2000 wechselte er nach Asien. Hier unterschrieb er in Singapur einen Vertrag bei Home United. Der Verein spielte in der höchsten Liga, der S. League. 2000, 2001, 2003 und 2005 gewann er mit Home United den Singapore Cup. 2003 feierte er mit dem Klub die Meisterschaft, 2002 und 2004 wurde er Vizemeister. Mit 30 Toren wurde er 2004 Torschützenkönig der S. League. Nach insgesamt 190 Spielen und 152 Toren für Home kehrte er 2007 in seine Heimat zurück. Hier unterschrieb er einen Einjahresvertrag bei Desportiva Ferroviária in Cariacica. Ende 2007 beendete er seine Karriere als aktiver Fußballspieler.

### Nationalmannschaft
Egmar Gonçalves spielte von 2002 bis 2006 dreizehnmal für die Nationalmannschaft von Singapur. Dabei schoss er vier Tore.

## Erfolge
Home United
- Singapore Cupsieger: 2000, 2001, 2003, 2005

- Singapore Cupfinalist: 2004

- Singapurischer Meister: 2003

- Singapurischer Vizemeister: 2002, 2004

## Auszeichnungen
S. League
- Torschützenkönig: 2004 (30 Tore/Home United)